# Christian Kern
Christian Kern (phát âm tiếng Đức Áo: [krɪstja: n kɛrn], sinh ngày 4 tháng 1 năm 1966) là Thủ tướng Áo và là chủ tịch của Đảng Dân chủ Xã hội Áo (SPÖ).
Ông là một nhà báo trong lĩnh vực doanh nghiệp, là thành viên của Đảng Dân chủ Xã hội Áo và đã từng là người phát ngôn của lãnh đạo nhóm nghị sĩ SPÖ vào giữa những năm 1990, trước khi ông trở thành giám đốc cao cấp của công ty điện Verbund AG hàng đầu của Áo. Năm 2010, Kern được bổ nhiệm làm Giám đốc điều hành của Đường sắt Liên bang Áo (ÖBB) thuộc sở hữu Nhà nước, Chủ tịch Cộng đồng các Công ty Đường sắt và Cơ sở Hạ tầng Châu Âu (CER) từ năm 2014 trở đi. Sau khi Werner Faymann từ chức trong cuộc bầu cử tổng thống ở Áo, đảng Dân chủ Xã hội Chính phủ đã chỉ định Kern làm văn phòng điều hành cao nhất của đất nước.
Kern đã tuyên thệ nhậm chức với tư cách là Thủ tướng Áo vào ngày 17 tháng 5 năm 2016, hứa sẽ tiếp tục "liên minh lớn" với Đảng Nhân dân Áo (ÖVP), nhưng hứa hẹn một "Hợp đồng mới" sẽ tạo ra nhiều việc làm hơn bằng cách cắt giảm biên chế trong khi vẫn đảm bảo công nhân bình thường nhận được một phần của sự thịnh vượng kinh tế. Kern chỉ trích giới tinh hoa chính trị Áo là bị ám ảnh bởi quyền lực và không có một chương trình nghị sự chính trị có ý nghĩa về tương lai của đất nước.
Năm 2017, Kern đại diện cho Đảng Dân chủ Xã hội cầm quyền tiếp tục tranh cử chức Thủ tướng, nhưng chung cuộc đã thất bại trước lãnh đạo Đảng Nhân dân Áo là Sebastian Kurz.

## Lý lịch
Kern đã lớn lên ở Simmering, một quận của lao động ở Vienna, là con trai của một thợ điện và một thư ký. Ông nghiên cứu báo chí và truyền thông tại Đại học Vienna, sau đó là các nghiên cứu sau đại học tại Management Zentrum St. Gallen.

### Nghề nghiệp
Kern bắt đầu sự nghiệp của mình vào năm 1989 như là một nhà báo kinh doanh viết cho Wirtschaftspressedienst và tạp chí kinh doanh Áo lựa chọn. Năm 1991, ông trở thành trợ lý của Thứ trưởng Bộ Ngoại giao Liên bang về dịch vụ dân sự, Peter Kostelka (de). Khi Kostelka trở thành chủ tịch của nhóm nghị sĩ Đảng Xã hội Dân chủ (SPÖ) vào năm 1994, Kern vẫn là giám đốc văn phòng và phát ngôn viên của ông.
Năm 1997, Kern chuyển đến nhà cung cấp điện lớn nhất ở Áo, Verbund AG, từ năm 1999 ông giám sát tiếp thị và bán hàng. Năm 2007, ông được bổ nhiệm làm giám đốc điều hành giám sát các vụ sáp nhập, mua bán, đầu tư và lưới điện truyền tải cao áp Áo.

### Tổng giám đốc của Đường sắt Liên bang Áo

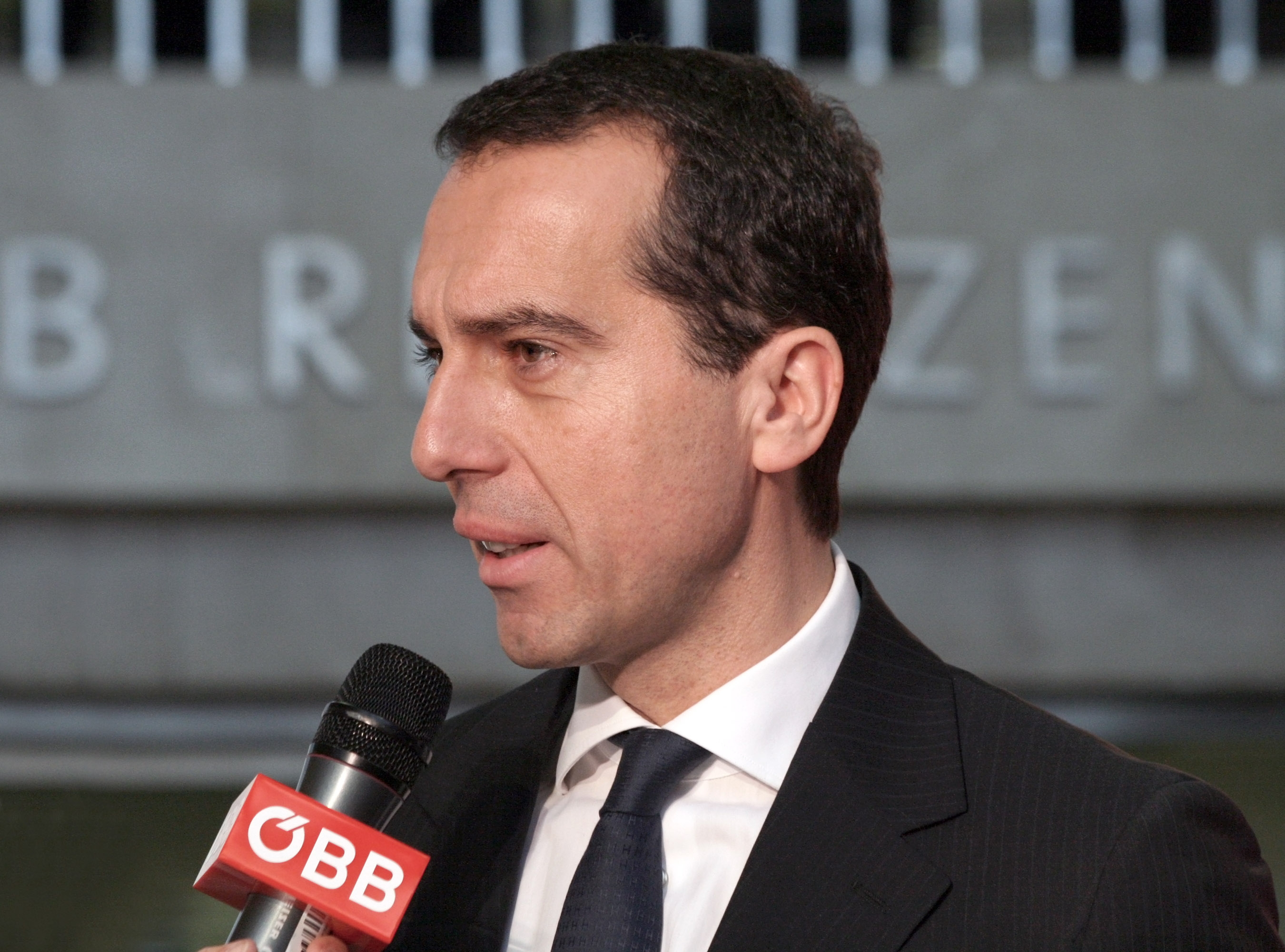
Kern 2011 tại lễ khai mạc Bahnhofscity Wien West được hiện đại hóa

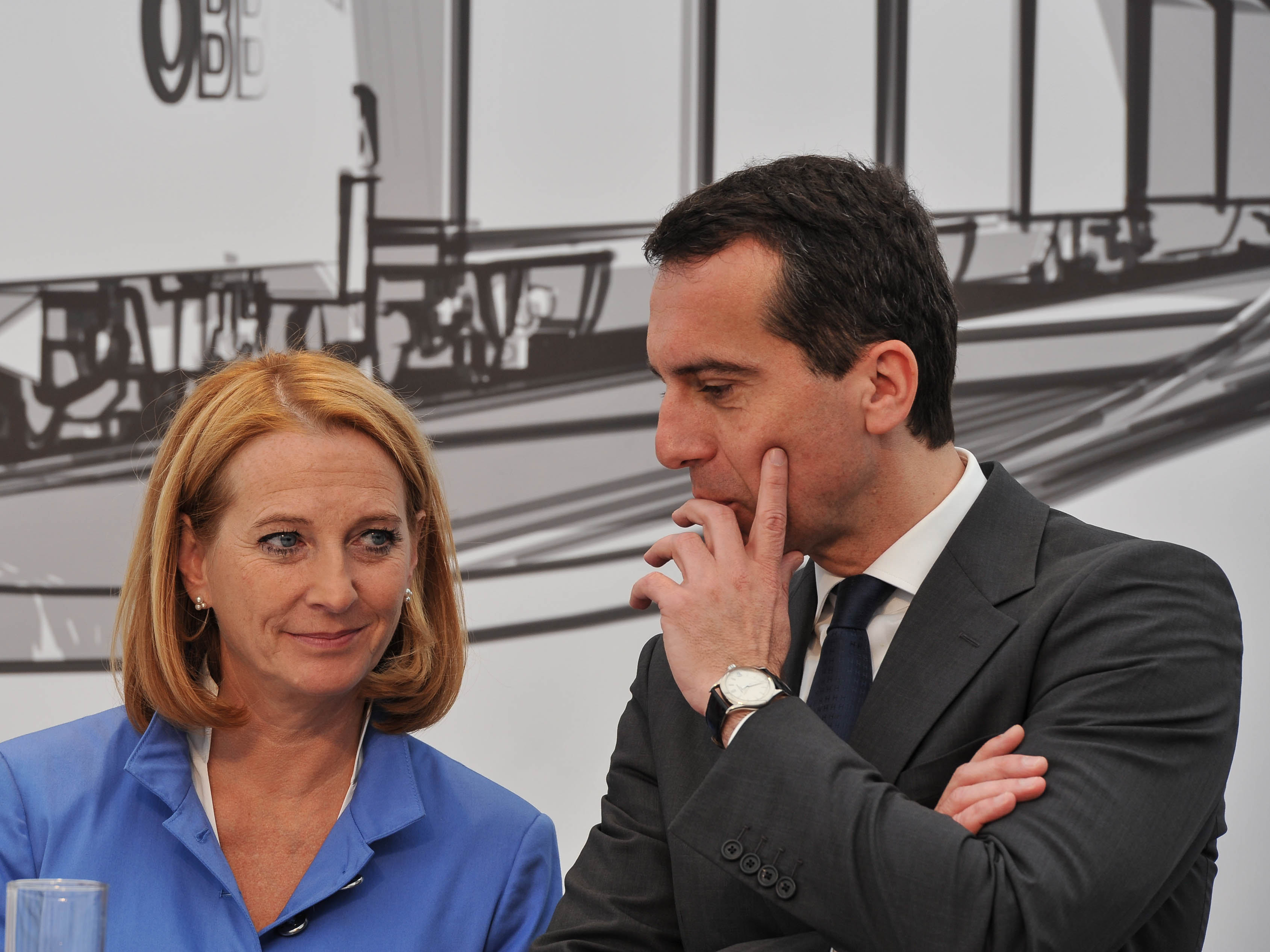
Kern với Bộ trưởng Giao thông Doris Bures tại lễ động thổ Semmering-Basistunnel

Trong năm 2010, Kern đã được chọn để đảm nhiệm vị trí Giám đốc điều hành Đường sắt Liên bang Áo (ÖBB). Ông được bổ nhiệm làm Chủ tịch của Cộng đồng Công ty Đường sắt và Cơ sở hạ tầng Châu Âu (CER) vào năm 2014. Kern đã từng là thành viên của FK Austria Wien từ năm 2009.
Năm 2012, ÖBB kỷ niệm kỷ niệm 175 năm thành lập công ty Nordbahn, công ty tiền thân sớm nhất khởi đầu cho việc vận tải đường sắt ở Áo. Kern khánh thành một triển lãm về sự đồng lõa của công ty với Third Reich, mang tên "Những năm bị đàn áp - Đường sắt và chủ nghĩa xã hội quốc gia ở Áo 1938-1945". Ông cho biết thời kỳ đó là "phần đen tối nhất trong lịch sử của công ty chúng tôi", và thêm rằng "Chúng tôi có nghĩa vụ phải kỷ niệm và với tài liệu này, chúng tôi muốn đóng góp thêm cho việc sắp xếp các cuộc hẹn với quá khứ. cho chúng ta ngày hôm nay, chúng ta cần phải chấp nhận rõ ràng những thời điểm này như là một phần của lịch sử ÖBB của chúng ta. " Triển lãm sau đó đã đi lưu diễn và được trình bày tại tòa nhà nghị viện của Nghị viện châu Âu tại Brussels. Với sự tham gia phi thường của mình trong quá khứ, trong tháng 6 năm 2013 Cộng đồng Vienna Israel đã trao tặng Kern the Marietta và Huân chương Friedrich Torberg.
Trong cuộc khủng hoảng người nhập cư vào năm 2015, Kern đã tổ chức vận chuyển hàng trăm ngàn người nhập cư đến từ "tuyến Balkan" trên toàn quốc. Ông được coi là người ủng hộ chính sách di dân của Thủ tướng Đức Angela Merkel. Nhà hoạt động hàng đầu của Áo là Roman Hebenstreit (de), người cũng là chủ tịch hội đồng công việc của ÖBB mô tả Kern vào năm 2016 là "ông chủ ÖBB đầu tiên thực sự đứng về phía công nhân của mình".

### Thủ tướng Áo

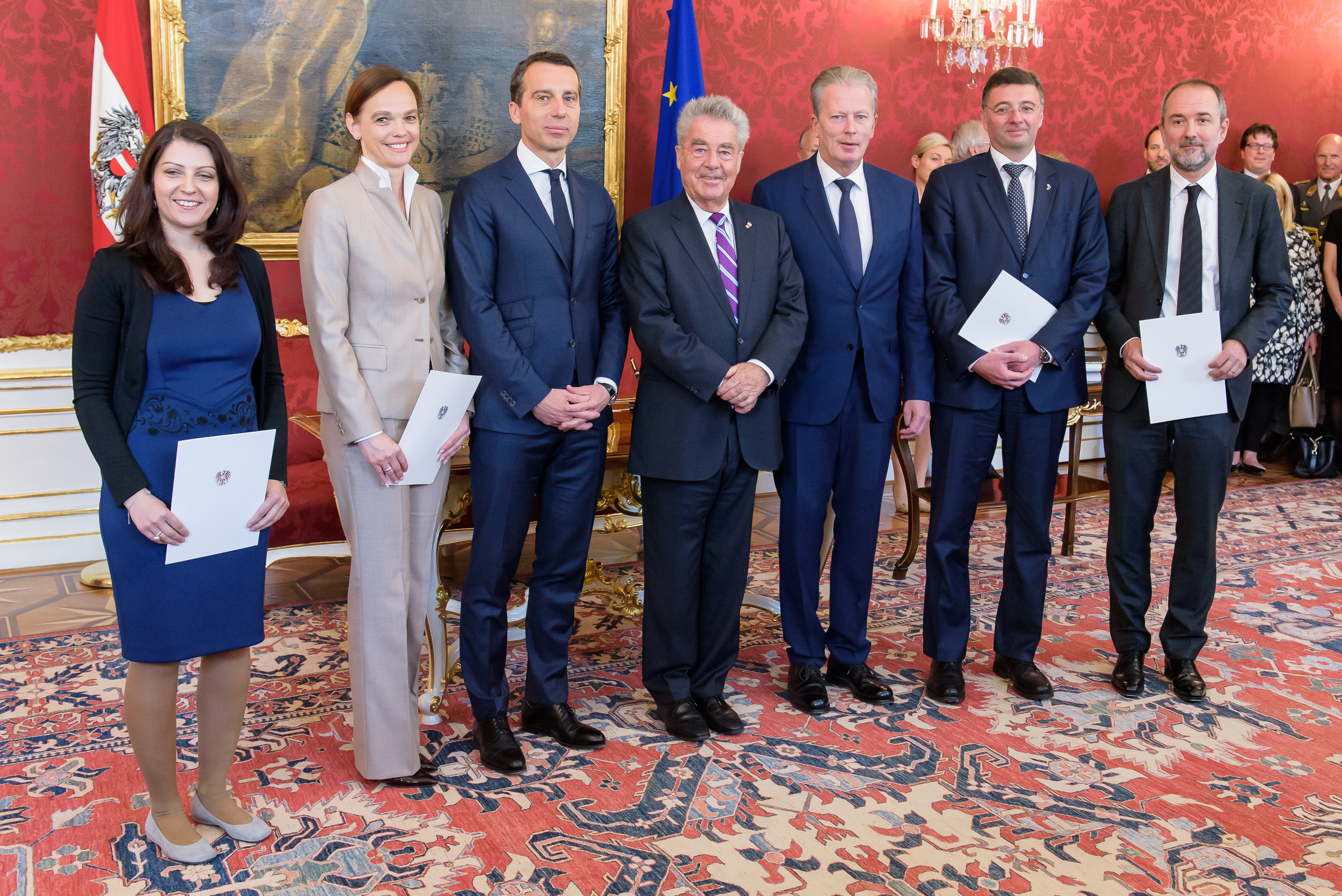
Kern với Tổng thống Heinz Fischer và Phó Thủ tướng Reinhold Mitterlehner trong lễ nhậm chức của các thành viên mới của ông vào ngày 18 tháng 5 năm 2016

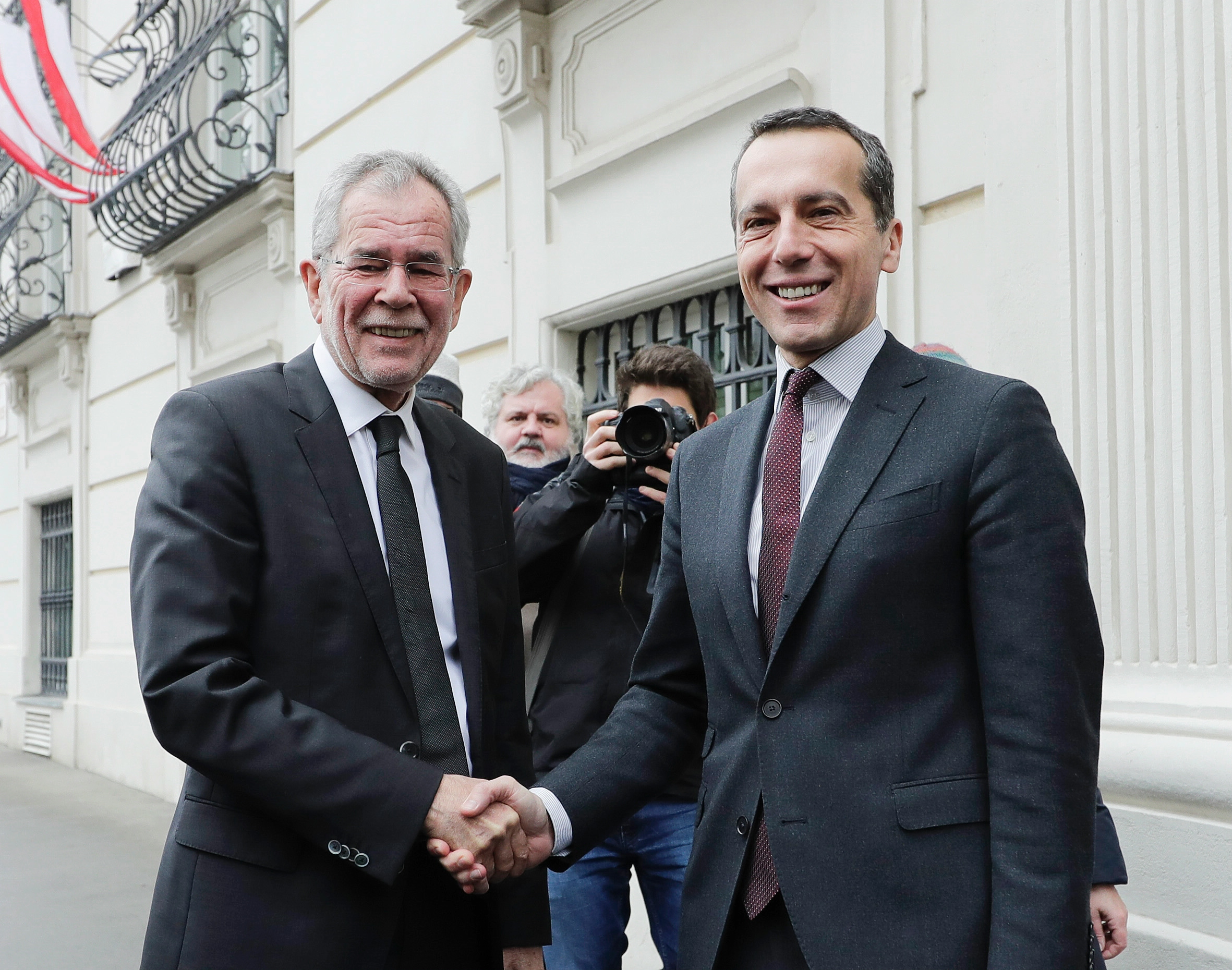
Kern với Tổng thống Áo Alexander Van der Bellen, ngày 20 tháng 12 năm 2016

Từ năm 2014, Kern đã được nhắc đến nhiều lần như một trong những người kế nhiệm vị trí của Thủ tướng Werner Faymann.
Vào năm 2015, tờ báo của Áo mô tả ông là "Thủ tướng của trái tim" và Đường sắt Liên bang mà ông lãnh đạo là "cơ quan nhà nước duy nhất hoạt động không tì vết giữa khủng hoảng người tị nạn".
Nửa năm sau, khi ngày 9 tháng 5 năm 2016, Thủ tướng Faymann từ chức tất cả các vị trí của mình, Kern lại được chọn là một trong những ứng cử viên cùng với quản lý của Time Warner Gerhard Zeiler và cựu giám đốc Siemens Brigitte Ederer (de). Trong phiên họp ngày 12 tháng 5, đảng Dân chủ xã hội đã đồng ý đề cử Kern cho văn phòng điều hành cao nhất của đất nước. Ông được thông báo sẽ được bổ nhiệm làm Thủ tướng mới vào ngày 17 tháng 5, và sẽ được đề cử làm chủ tịch đảng tại Đại hội Đảng vào ngày 25 tháng 6. Kern đã tuyên thệ nhậm chức vào ngày 17 tháng 5 bởi Tổng thống Heinz Fischer.